# Copris coriarius
Copris coriarius là một loài bọ cánh cứng trong họ Bọ hung (Scarabaeidae).